# IC 1203
IC 1203 — галактика типу NF (в процесі підтвердження) у сузір'ї Скорпіон.
Цей об'єкт міститься в оригінальній редакції індексного каталогу.